# 村田善郎
村田 善郎（むらた よしお、1961年（昭和36年）10月26日 - ）は、日本の実業家。髙島屋社長。

## 経歴・人物
東京都出身。1985年に慶應義塾大学法学部を卒業後、髙島屋に入社。
労働組合の委員長として、海外店舗の従業員の労働条件の改善に取り組んだほか、柏店（柏高島屋ステーションモール）を店長として主力店舗に成長させる。
2013年に執行役員、2015年には常務に昇進。経営戦略部長や企画本部長を委嘱され、経営の中枢を担い、ベトナムやタイへの進出を進める。
2019年3月に社長に就任。